# Alex (Jeremiah)
Pour les articles homonymes, voir Alex.
Alex est une bande dessinée de la série Jeremiah de Hermann, parue en 1990.

## Synopsis
Jeremiah et Kurdy se mettent au service d'une mère et de son fils, assez décalés dans cet univers post-apocalyptique et soumis à la violence des villes, qui ont décidé de voyager jusqu'à l'endroit où vivent le père de l'adolescent et la sœur de celui-ci - Alex -, ne les ayant plus vus depuis très longtemps.
Alex et son père sont assez surpris par les retrouvailles avec la mère, qui a pris une centaine de kilos depuis leur séparation. Ces retrouvailles sont d'ailleurs gâchées par le meurtre brutal d'un des singes d'Alex.
Alex est belle et attirante, ce qui pousse les héros à s'attarder un peu.